# Zasłonak zawoalowany

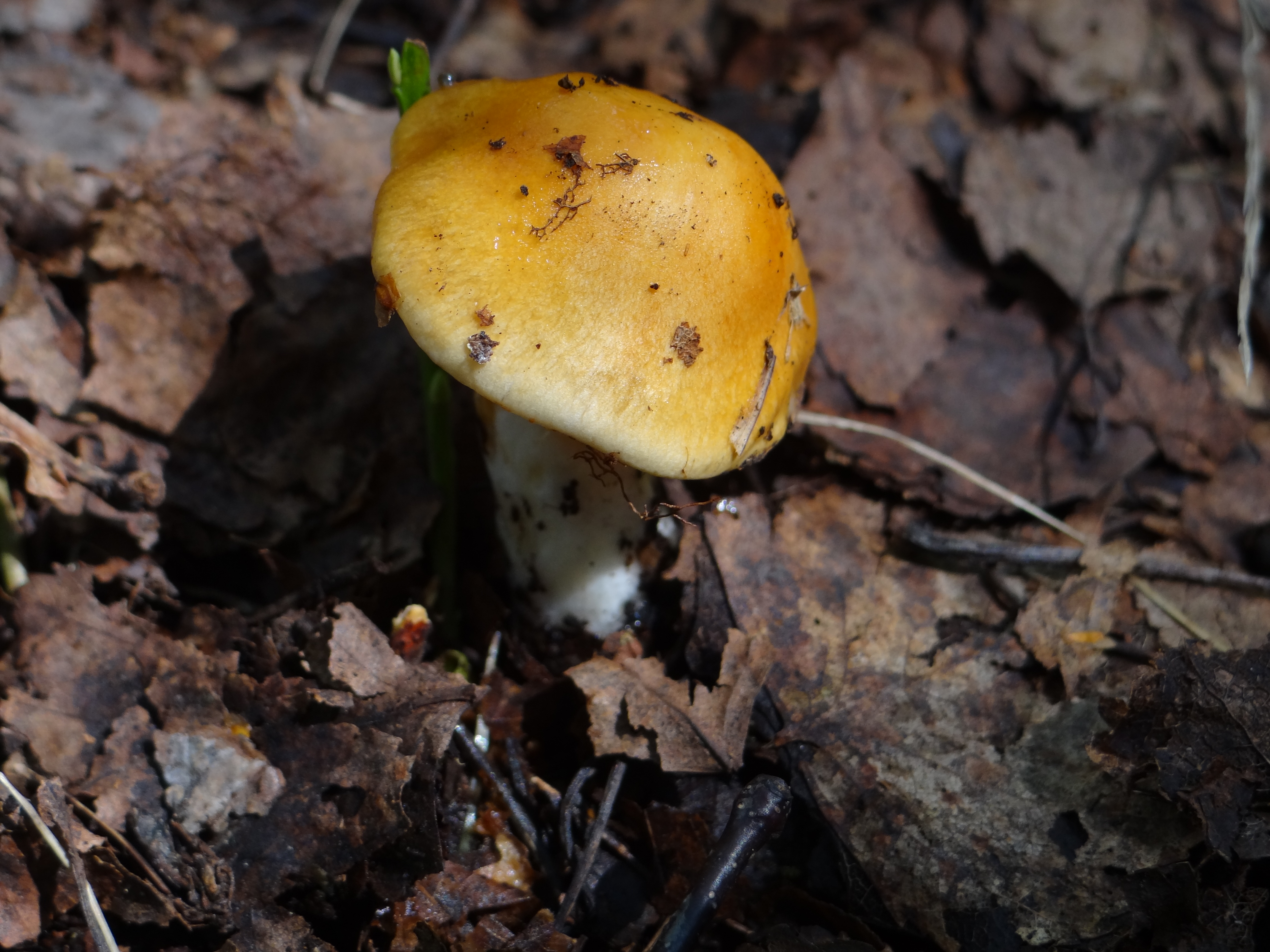

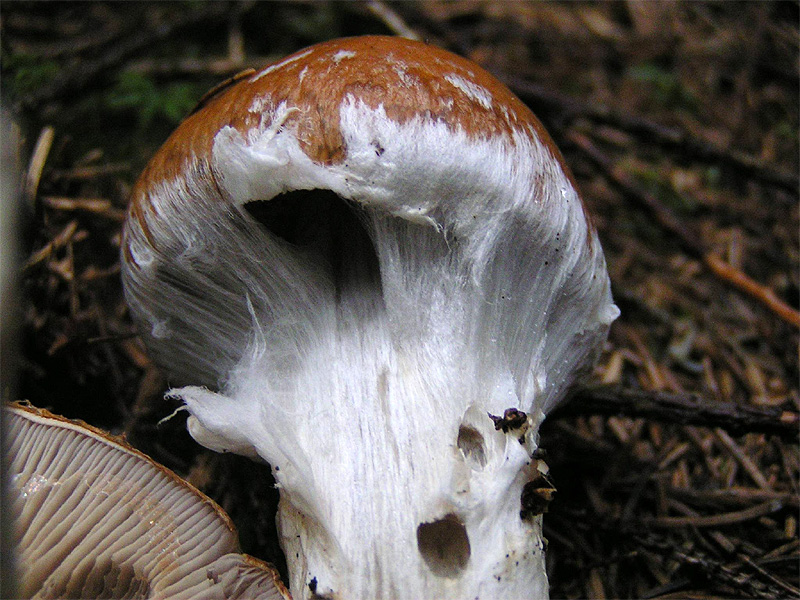

Zasłonak zawoalowany (Cortinarius claricolor (Fr.) Fr.) – gatunek grzybów należący do rodziny zasłonakowatych (Cortinariaceae).

## Systematyka i nazewnictwo
Pozycja w klasyfikacji według Index Fungorum: Cortinarius, Cortinariaceae, Agaricales, Agaricomycetidae, Agaricomycetes, Agaricomycotina, Basidiomycota, Fungi.
Po raz pierwszy takson ten zdiagnozował w 1818 r. Elias Fries nadając mu nazwę Agaricus multiformis d claricolor. Ten sam autor w 1838 r. przeniósł go do rodzaju Cortinarius.
Niektóre synonimy naukowe:

- Cortinarius claricolor (Fr.) Fr. 1838, var. claricolor
- Cortinarius claricolor var. foetenticolor Rob. Henry 1989
- Cortinarius claricolor var. larouei Rob. Henry 1989
- Cortinarius claricolor var. pertinens (Britzelm.) Rob. Henry 1945
- Cortinarius claricolor var. rugulosus Consiglio 2000
- Cortinarius claricolor var. siparius (M.M. Moser) Rob. Henry 1989
- Cortinarius claricolor var. subturmalis Bon & Gaugué 1973
- Cortinarius claricolor var. tenuipes Hongo 1969
- Cortinarius pertinens Britzelm. 1894
- Cortinarius subclaricolor (M.M. Moser) P.D. Orton 1960
- Phlegmacium claricolor (Fr.) A. Blytt 1905
- Phlegmacium claricolor (Fr.) A. Blytt 1905, var. claricolor
- Phlegmacium claricolor var. rugosulum M.M. Moser 1960
- Phlegmacium claricolor var. siparium M.M. Moser 1960
- Phlegmacium subclaricolor M.M. Moser 1953)

Nazwę polską nadał Andrzej Nespiak w 1975 r.  

## Morfologia
Kapelusz
Średnica 4- 14 cm, u młodych owocników półkulisty, z czasem staje się łukowaty, w końcu płaski z tępym garbem. Brzeg początkowo podwinięty i połączony z trzonem białawą zasnówką, jej resztki zwykle pozostają na brzegu. Powierzchnia gładka, równa lub promieniście pomarszczona. W stanie wilgotnym jest śliska i błyszcząca, w stanie suchym matowa. Ma barwę od jasnożółtej do czerwonawoochrowej
Blaszki
Wąskie, brzuchate, do trzonu wąsko przyrośnięte. U młodych okazów są niemal białe, potem brudnokremowe, u starszych ochrowobrązowe. 
Trzon
Wysokość 5-12 cm, grubość 1-2,5 cm, kształt walcowaty. Jest pełny i głęboko osadzony w podłożu. Powierzchnia pokryta białą zasnówką, która z czasem tworzy na kapeluszu nierówne strefy pierścieniowe.
Miąższ
Biały, gruby, bez wyraźnego zapachu i smaku.
Cechy mikroskopowe
Zarodniki o barwie ochrowobrązowej i rozmiarach 8–9,5 × 4–4,5 μm.

## Występowanie i siedlisko
Wiele stanowisk tego gatunku opisano w Europie i Ameryce Północnej, notowany jest także w Korei, Japonii i Maroku. Na terenie Polski trzy wymienione w piśmiennictwie naukowym stanowiska pochodzą z lat 1889 i 1900. Znajduje się na Czerwonej liście roślin i grzybów Polski. Ma status V – gatunek narażony, który zapewne w najbliższej przyszłości przesunie się do kategorii wymierających, jeśli nadal będą działać czynniki zagrożenia. Znajduje się na listach gatunków zagrożonych także w Niemczech.  
Rośnie na ziemi w lasach mieszanych, pod brzozami, sosnami, świerkami i modrzewiami na kwaśnych glebach, oraz pod bukami na podłożu wapiennym. Owocniki wytwarza od lipca do października.

## Znaczenie
Grzyb mikoryzowy. Przez niektórych autorów uważany jest za grzyb niejadalny, przez innych za jadalny i smaczny. Odradza się jednak zbierania zasłonaków w celach spożywczych, liczne z nich są bowiem śmiertelnie trujące, a rozpoznawanie poszczególnych gatunków jest bardzo trudne, bardzo łatwo więc o pomyłkę.